# Dirachma somalensis
Dirachma somalensis, jedena od dviju biljnih vrsta porodice Dirachmaceae koju čini rod Dirachma. D. somalensis raste samo u Somaliji, a otkrivena je i opisana tek 1991. godine. 
Najpoznatija subpopulacija blizu Hobyoa, ima manje od 10 primjeraka. Područje gdje raste ova vrsta ostalo je nezaštićeno.